# Abbott Handerson Thayer
Abbott Handerson Thayer (12 de agosto de 1849 - 29 de mayo de 1921) fue un naturalista, profesor y artista estadounidense. 

## Biografía
Thayer nació en Boston el 12 de agosto de 1849. Se crio en un entorno rural en New Hampshire donde nació su afición por la naturaleza y la caza. En esa etapa también se introdujo en la taxidermia y comenzó a realizar sus primeras acuarelas de animales. Era hermano de la ilustradora botánica Ellen Thayer Fisher. En 1875 se casó con la pintora Kate Bloede.
Se mudó a Nueva York con dieciocho años, ciudad en la que estudió pintura en la Escuela de Arte de Brooklyn y en la Academia Nacional de Dibujo de Estados Unidos. Tras su matrimonio se trasladó a París, donde estudió en la Escuela de Bellas Artes con los maestros Jean-Léon Gérôme y Henri Lehmann.

## Trayectoria
Regresó a Nueva York tras sus estudios parisinos, momento en el que creó su propio estudio junto al escultor Daniel Chester French y comenzó a ejercer como profesor de pintura. Expuso en la Sociedad de Artistas Americanos, convirtiéndose en uno de sus artistas más activos.
Como pintor de retratos, figuras, animales y paisajes, gozó en vida de cierto éxito, como demuestra el hecho de que sus pinturas estuvieran en las colecciones de arte más importantes de Estados Unidos. También influiría en el arte estadounidense con su labor docente, que desarrollaría en su estudio de Nuevo Hampshire.

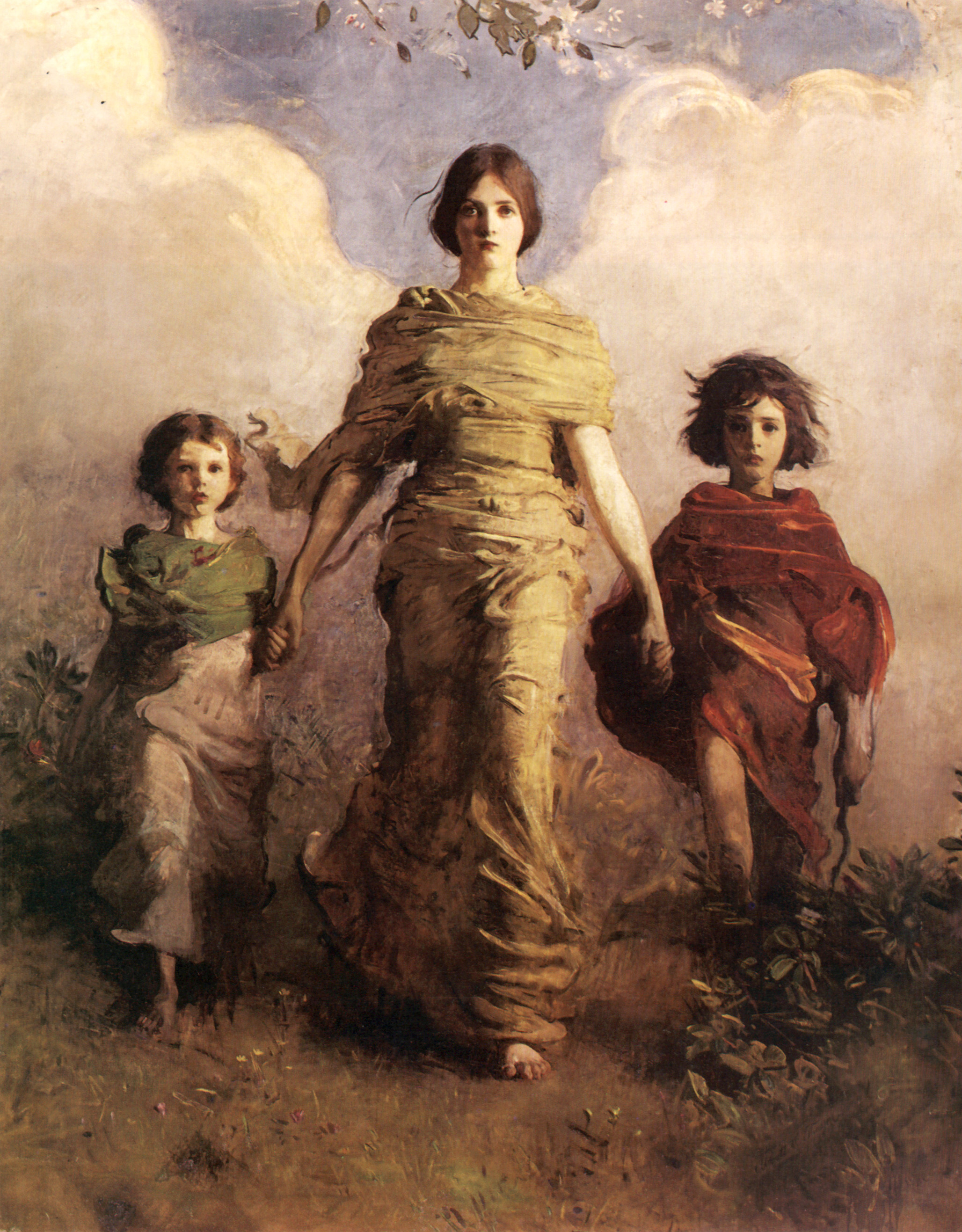
A virgin, en alusión a la Victoria de Samotracia.

Durante el último tercio de su vida, trabajó junto con su hijo, Gerald Handerson Thayer, en la redacción de Concealing Coloration in the Animal Kingdom: An Exposition of the Laws of Disguise Through Color and Pattern, un vasto libro sobre la coloración protectiva en la naturaleza, que fue publicado por primera vez en 1909 por Macmillan, y de nuevo en 1918. Tendría amplia repercusión en el campo del camuflaje militar durante la Primera Guerra Mundial.

## Obra
- Angel of the dawn (1919)
- The sisters (1884)
- Virgin enthroned (1891)
- Stephenson Memoiral (1903)
- Peacock in the woods (1907)
- Monadnock Angel
- Caritas (1895)
- Alina Wollerman (1903)

## Galería

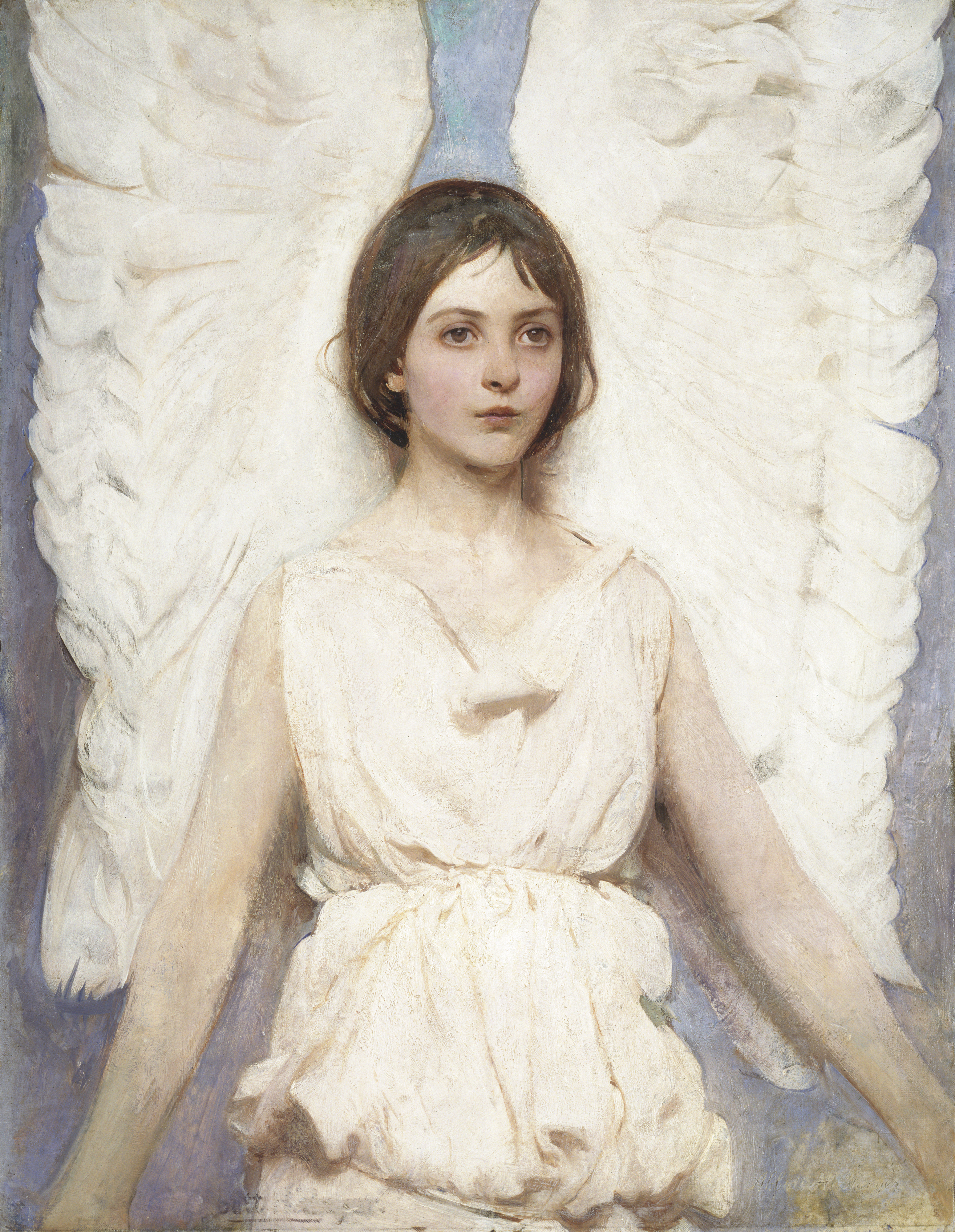
Angel, 1887
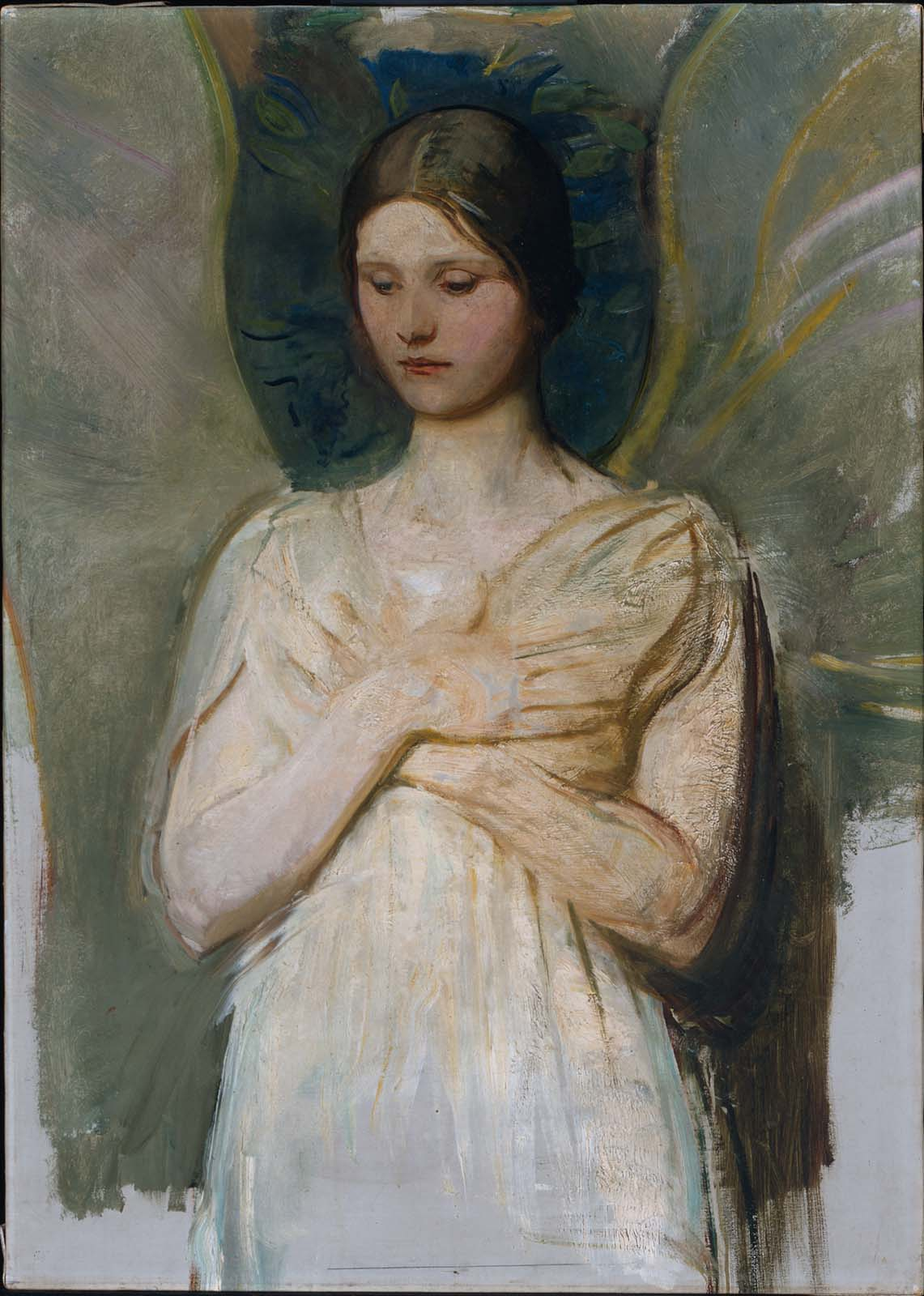
The Angel, hacia 1903
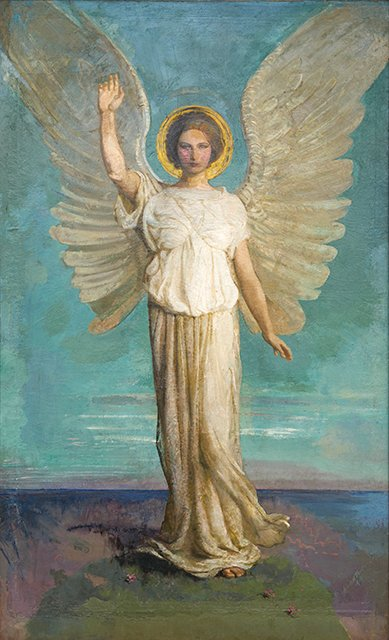
Angel of the Dawn, 1919
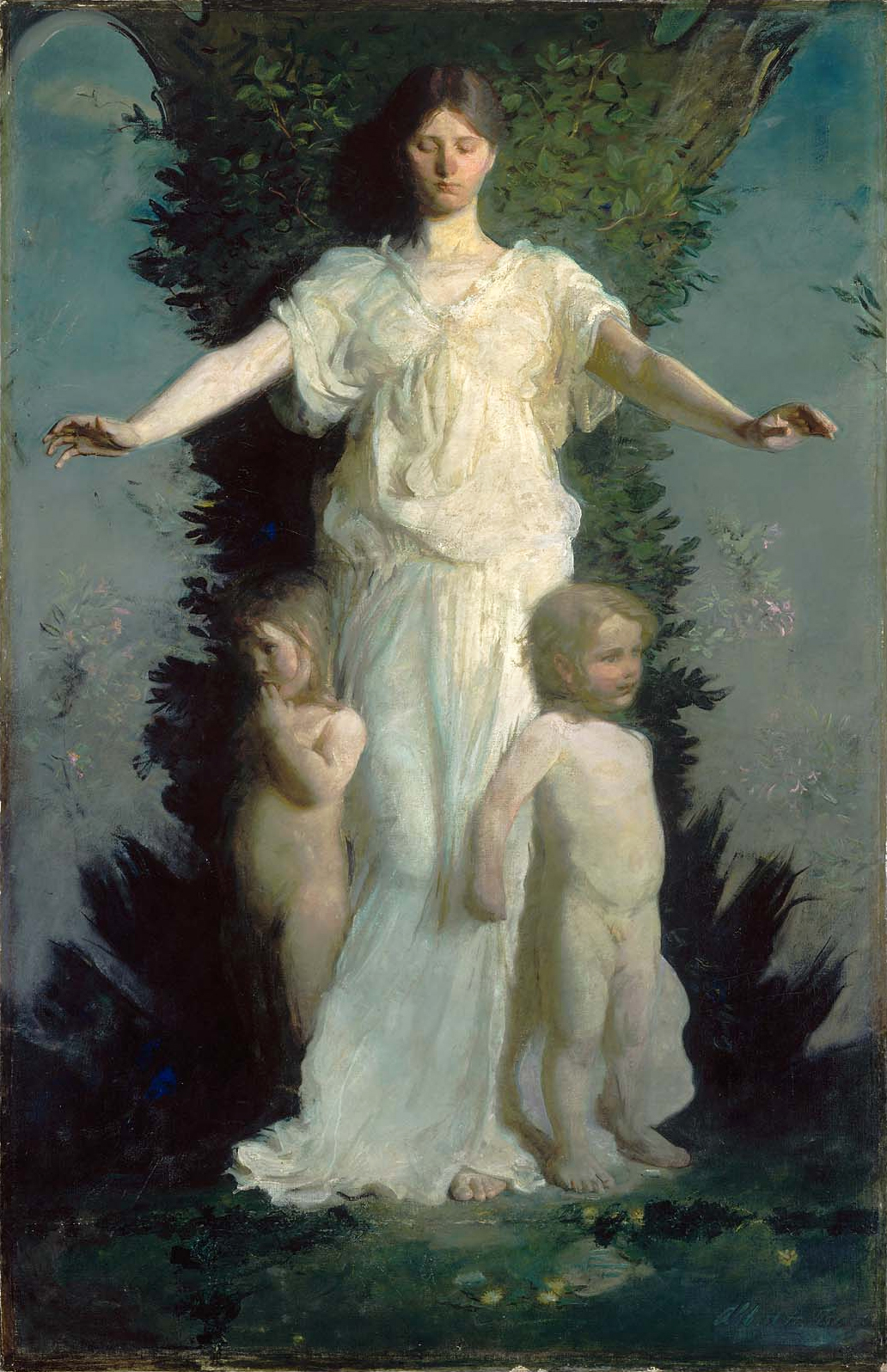
Caritas, 1895
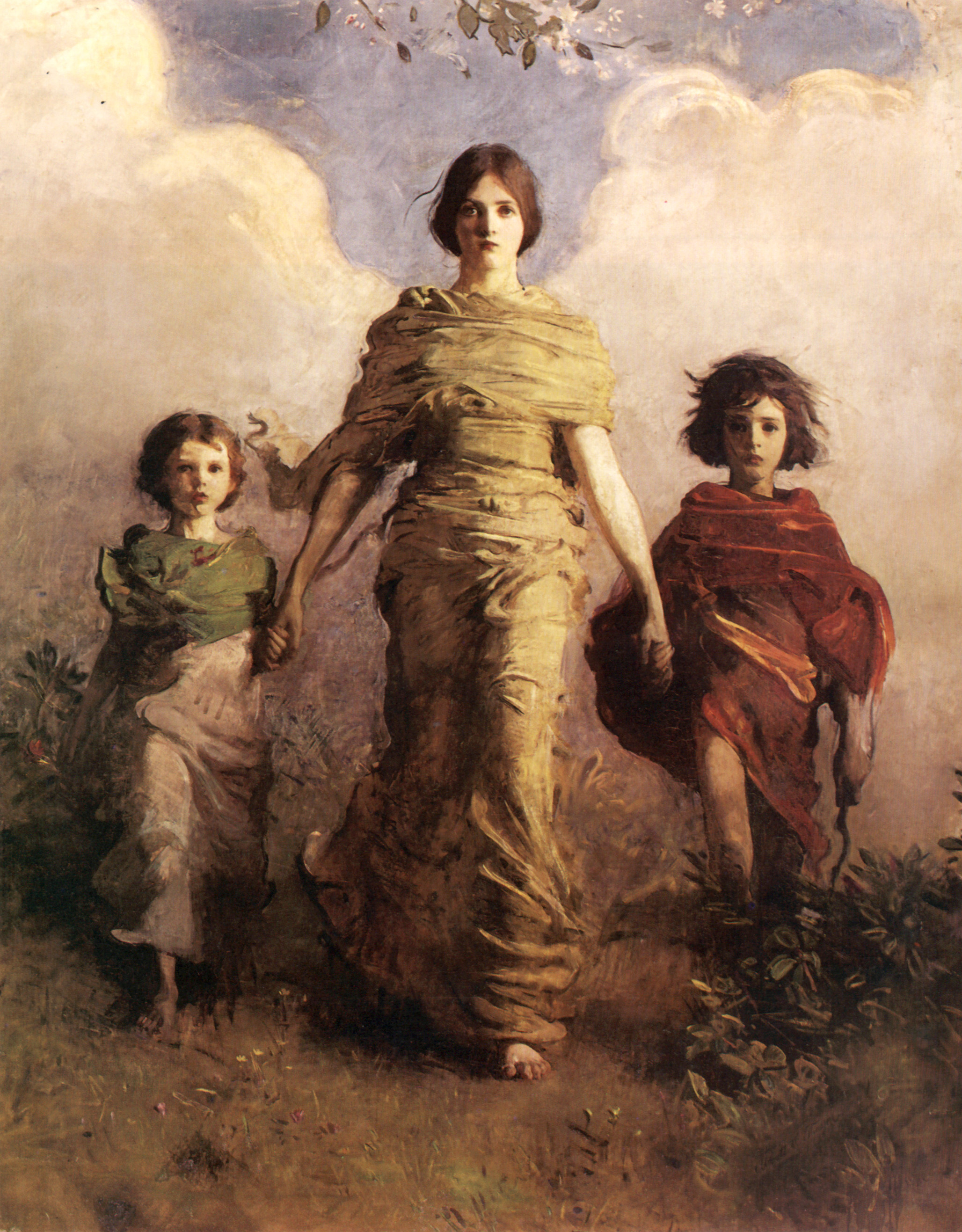
A virgin, 1892-1893
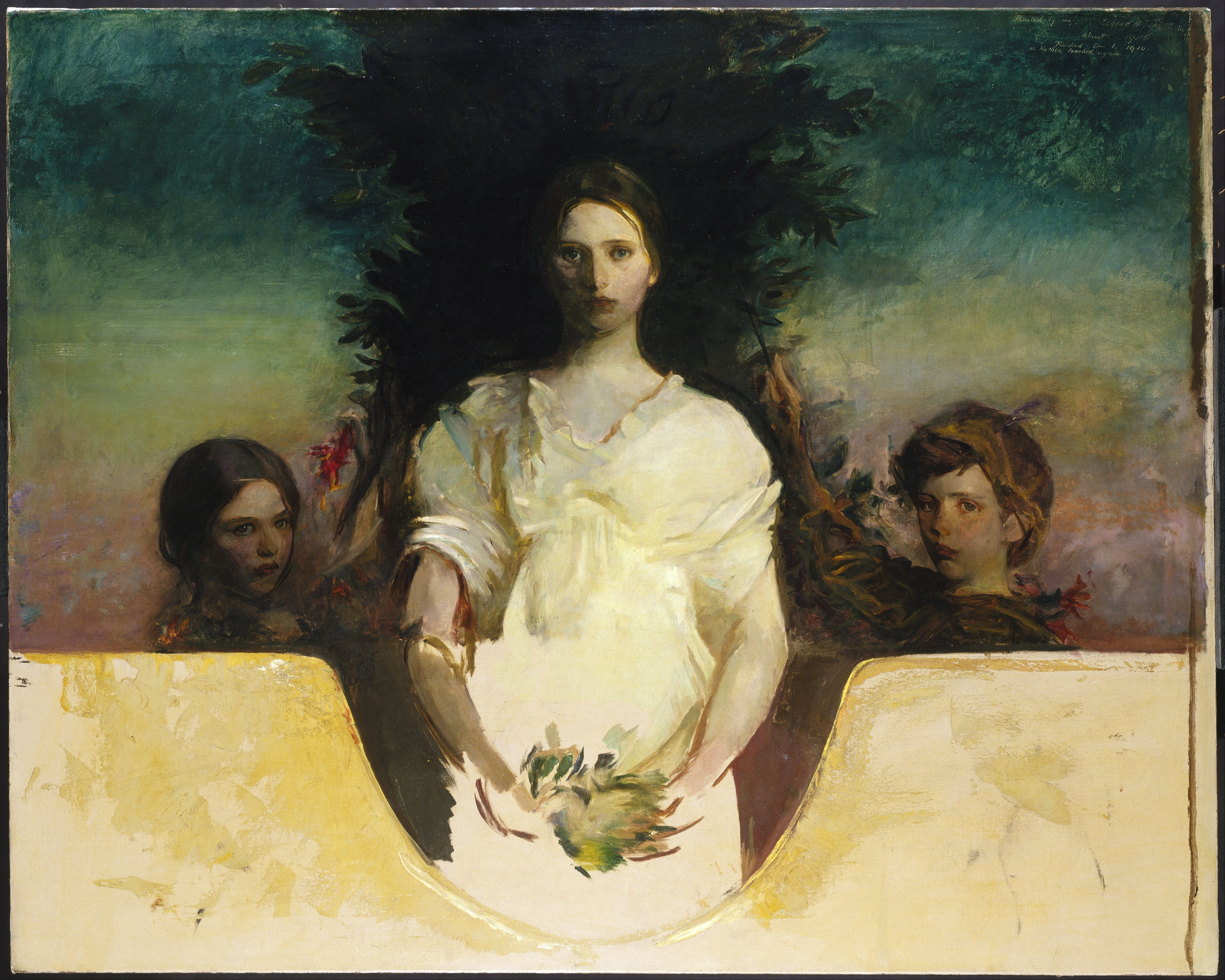
Mis hijos, hacia 1896 o 1910
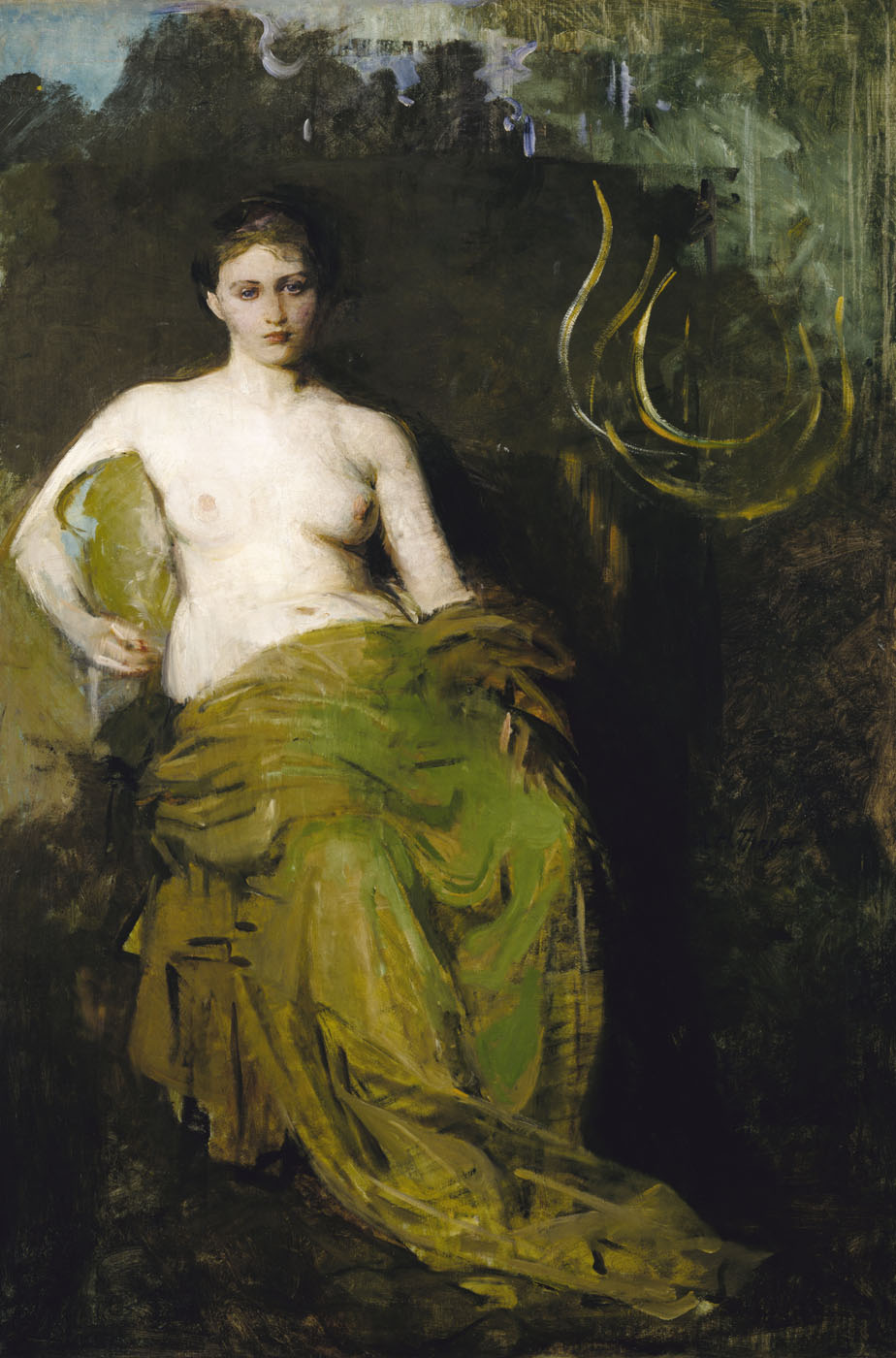
Half Draped Figure, hacia 1885
Hebe, hacia 1890
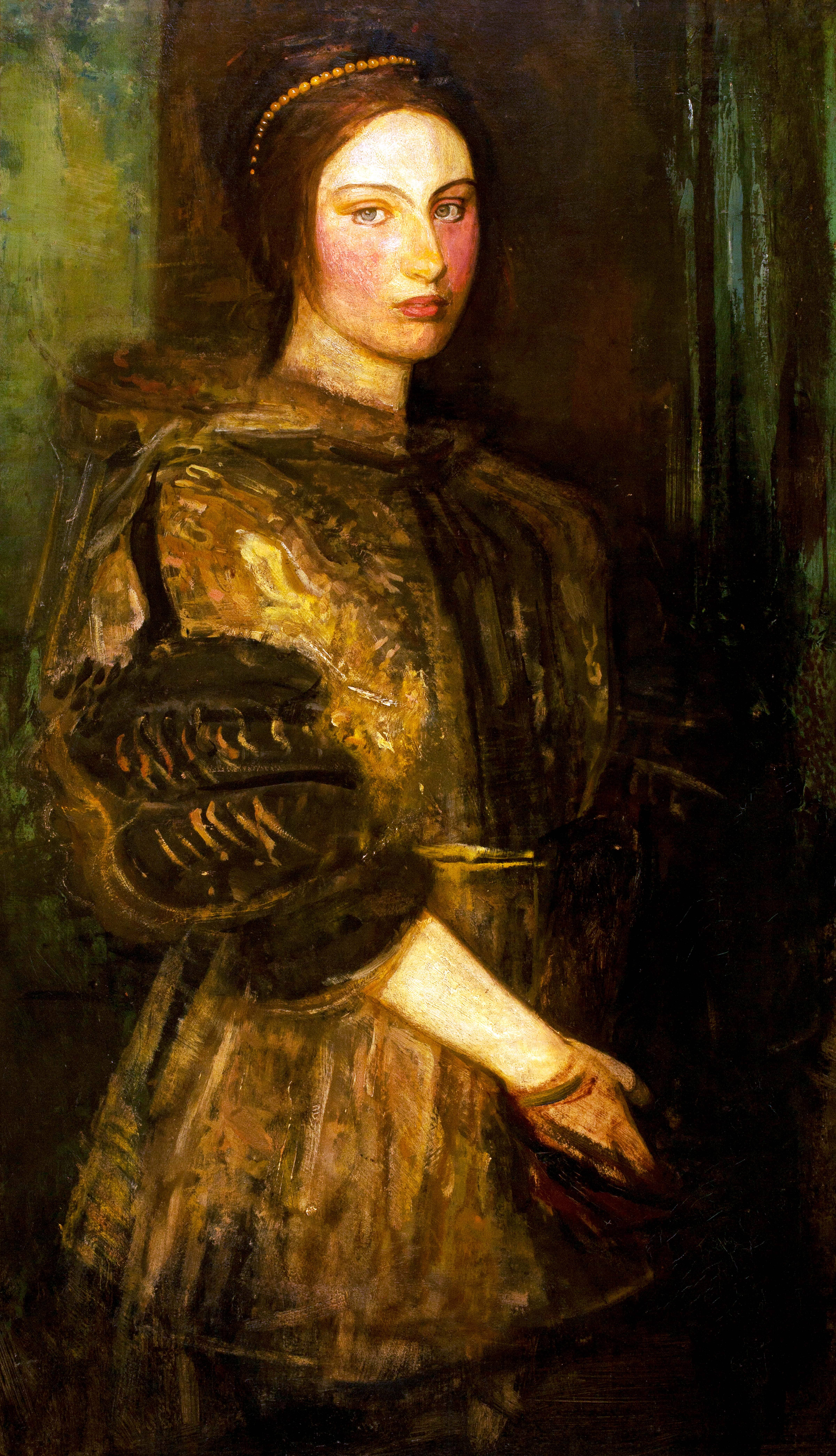
Young Woman in Fur Coat, hacia 1910
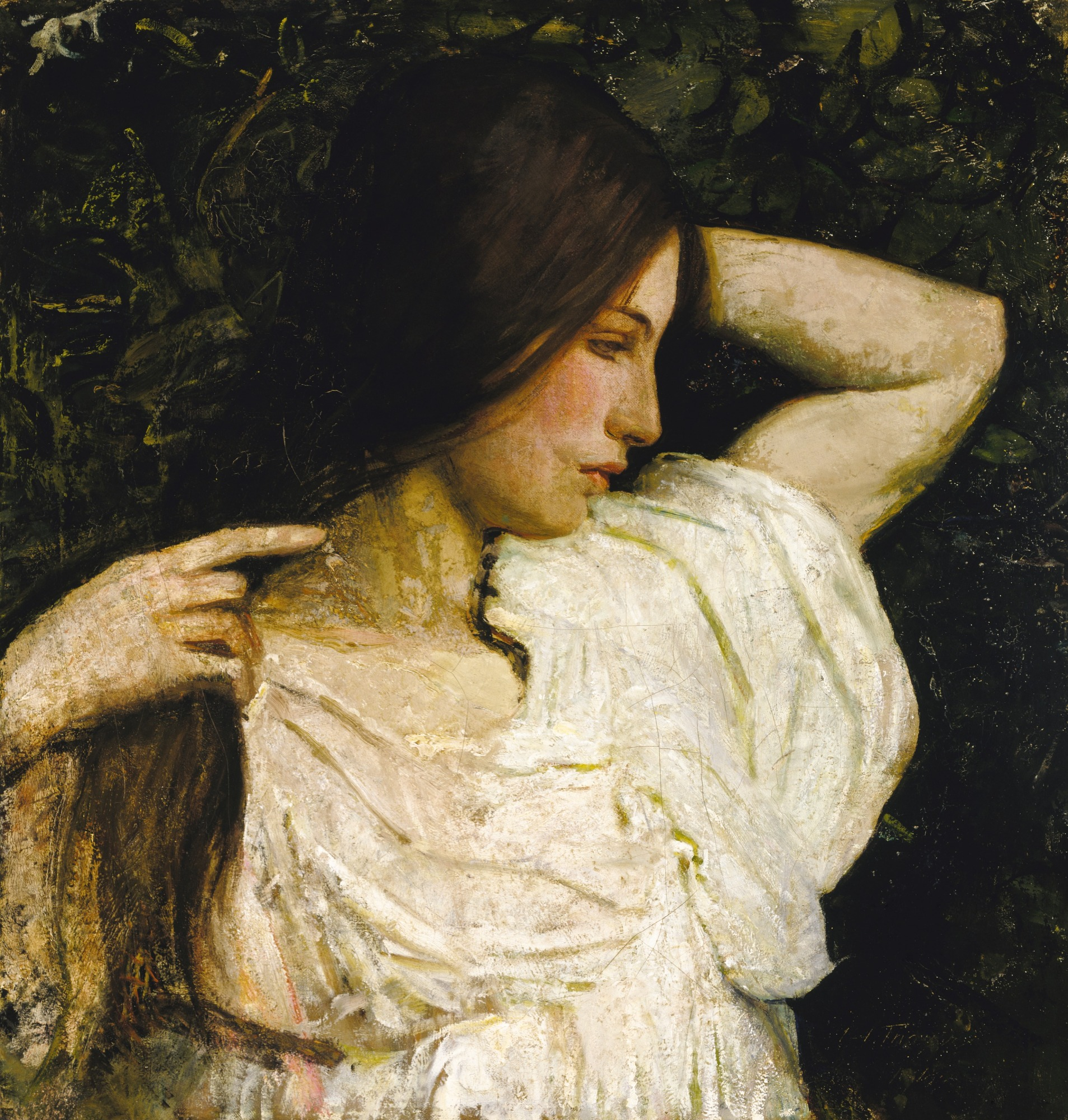
Girl Arranging Her Hair, entre 1918 y 1919
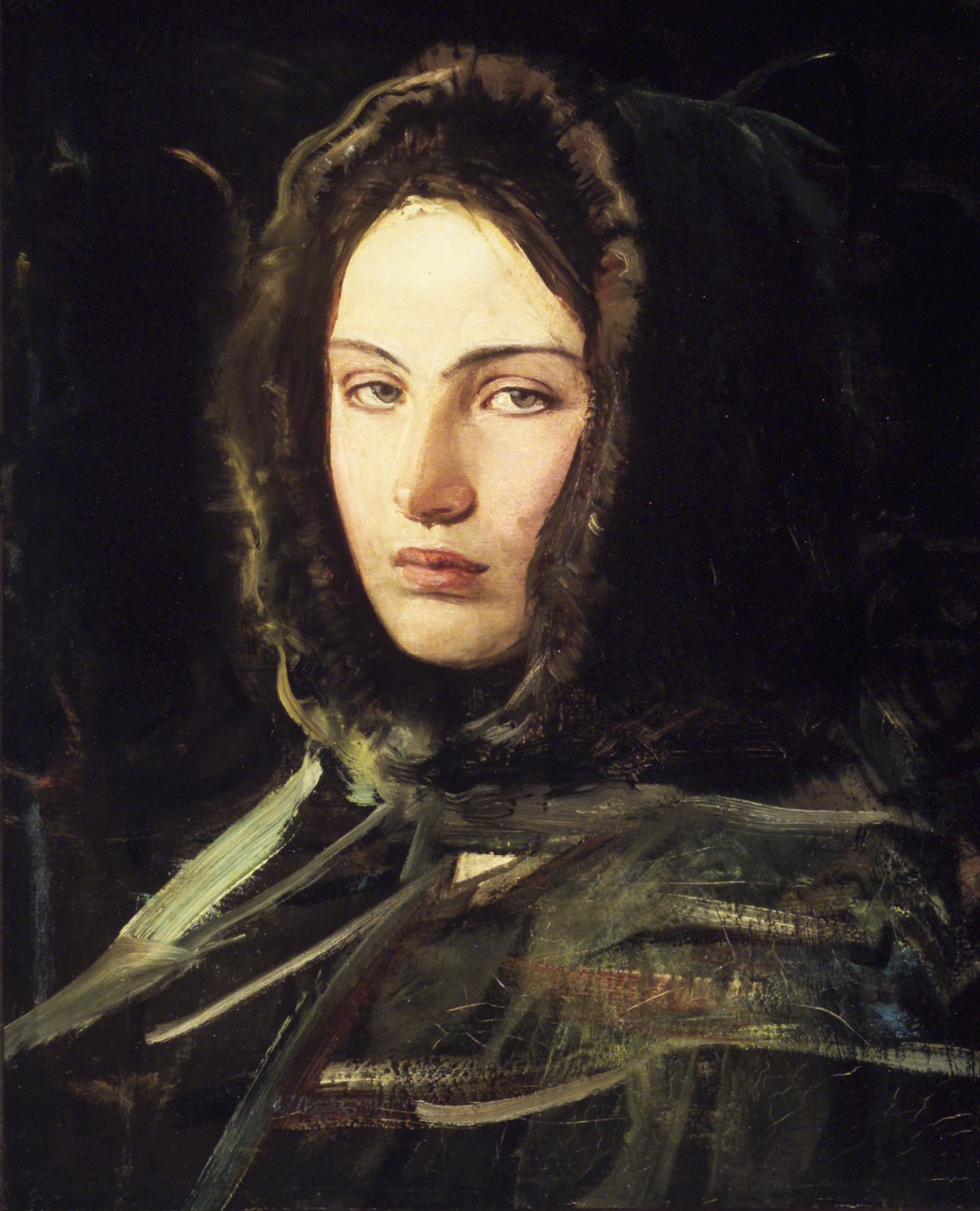
Girl in Fur Hood, hacia 1908
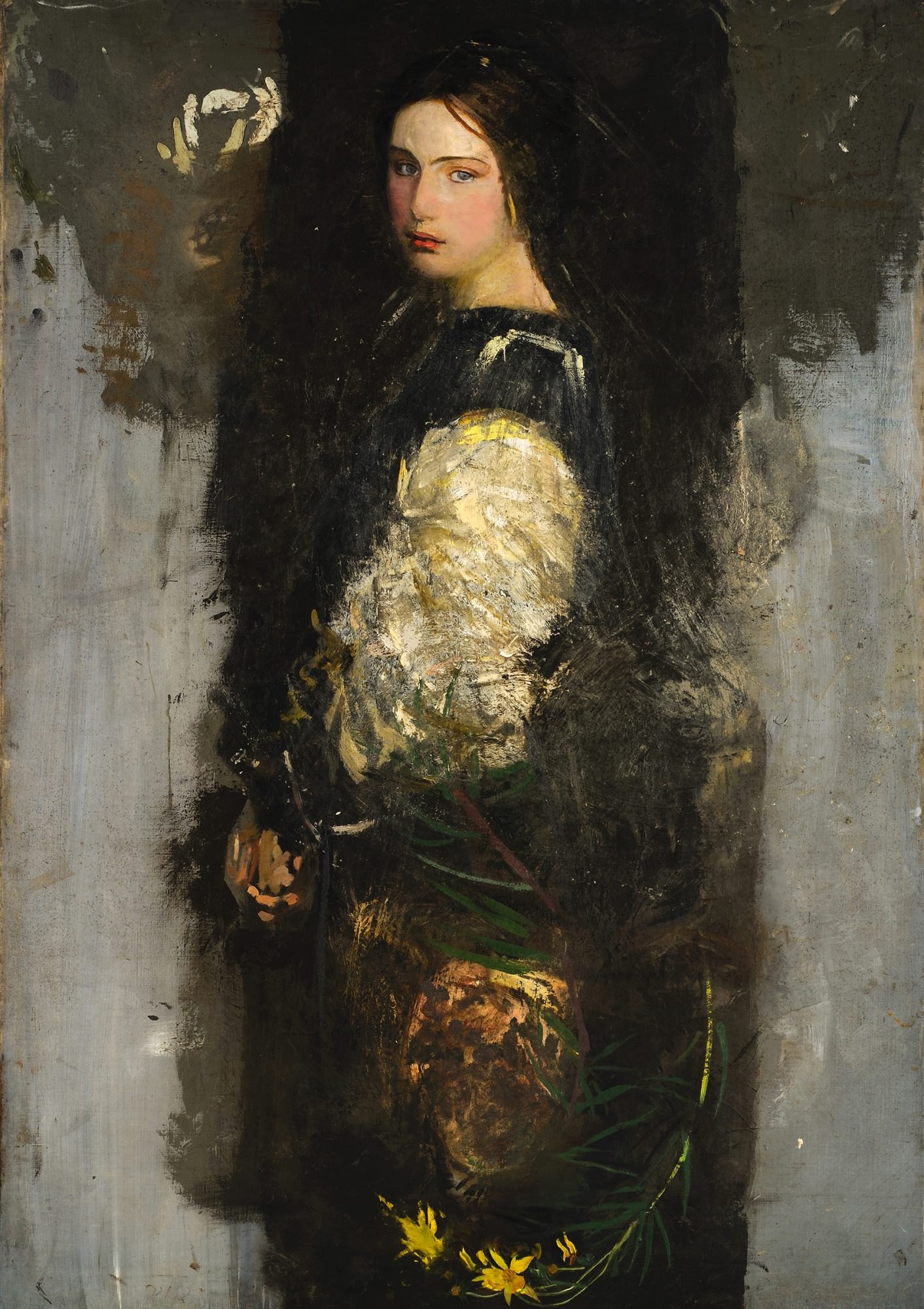
Study of Alma Wollerman, hacia 1915
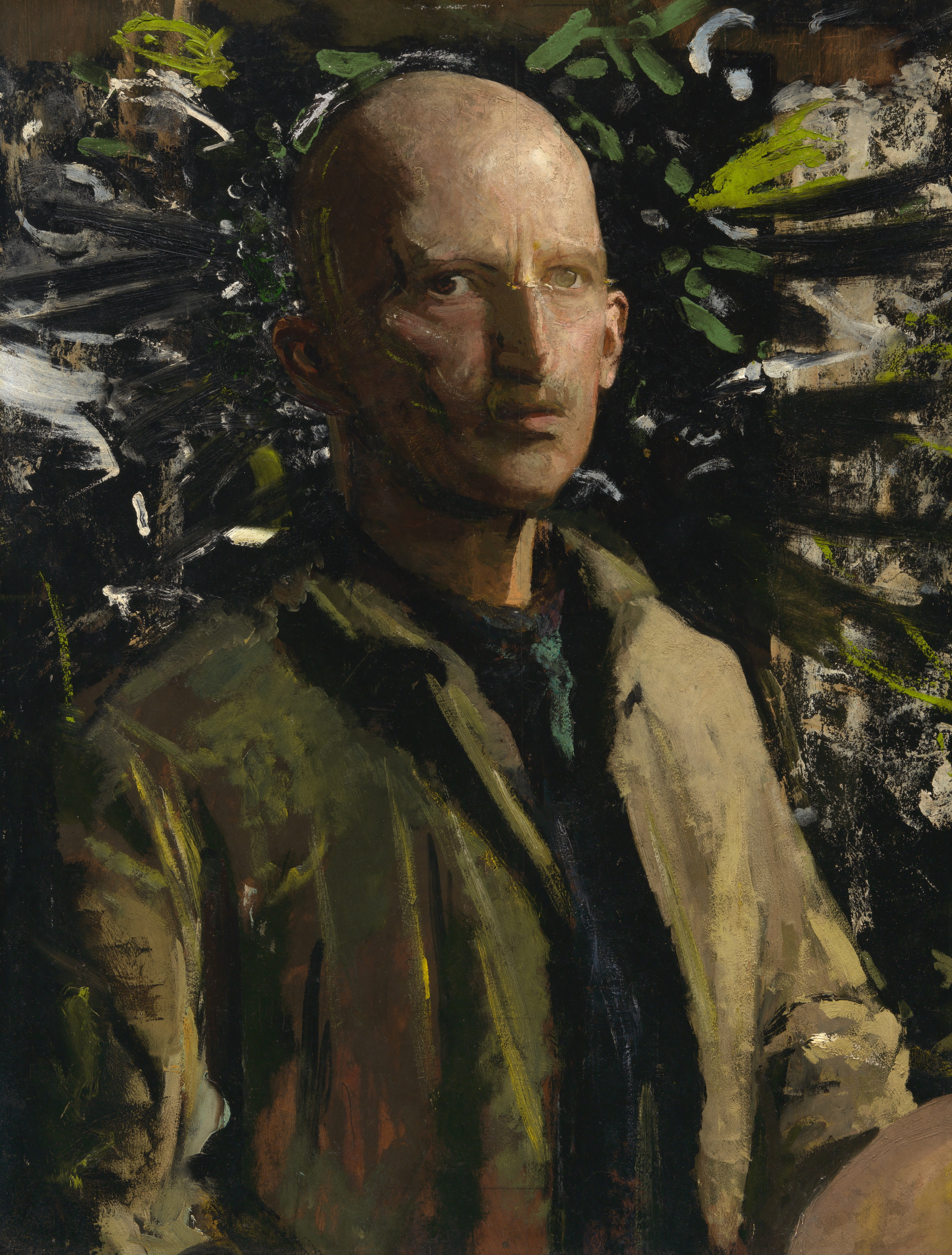
Autorretrato, 1920
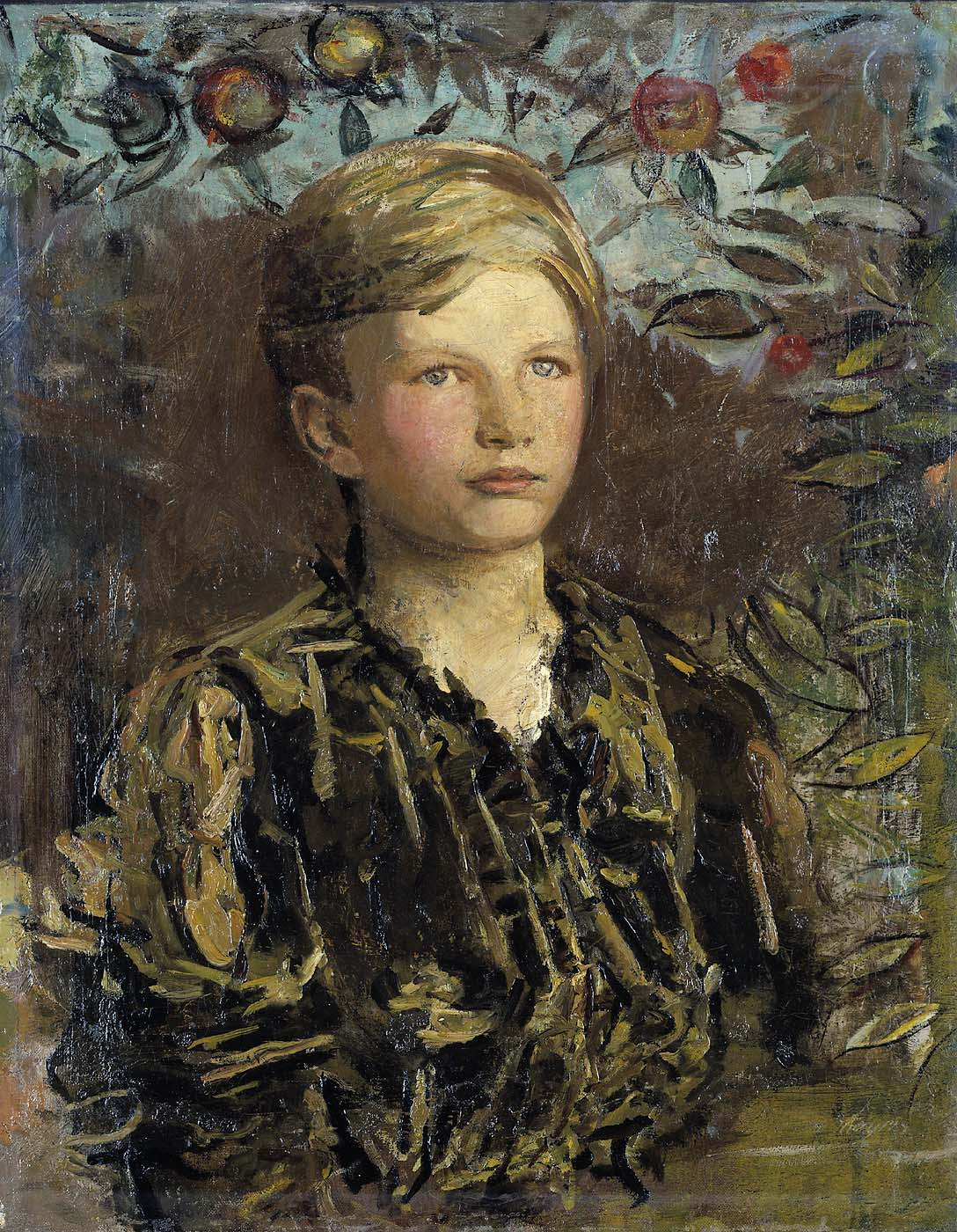
Townsend Bradley Martin, 1919
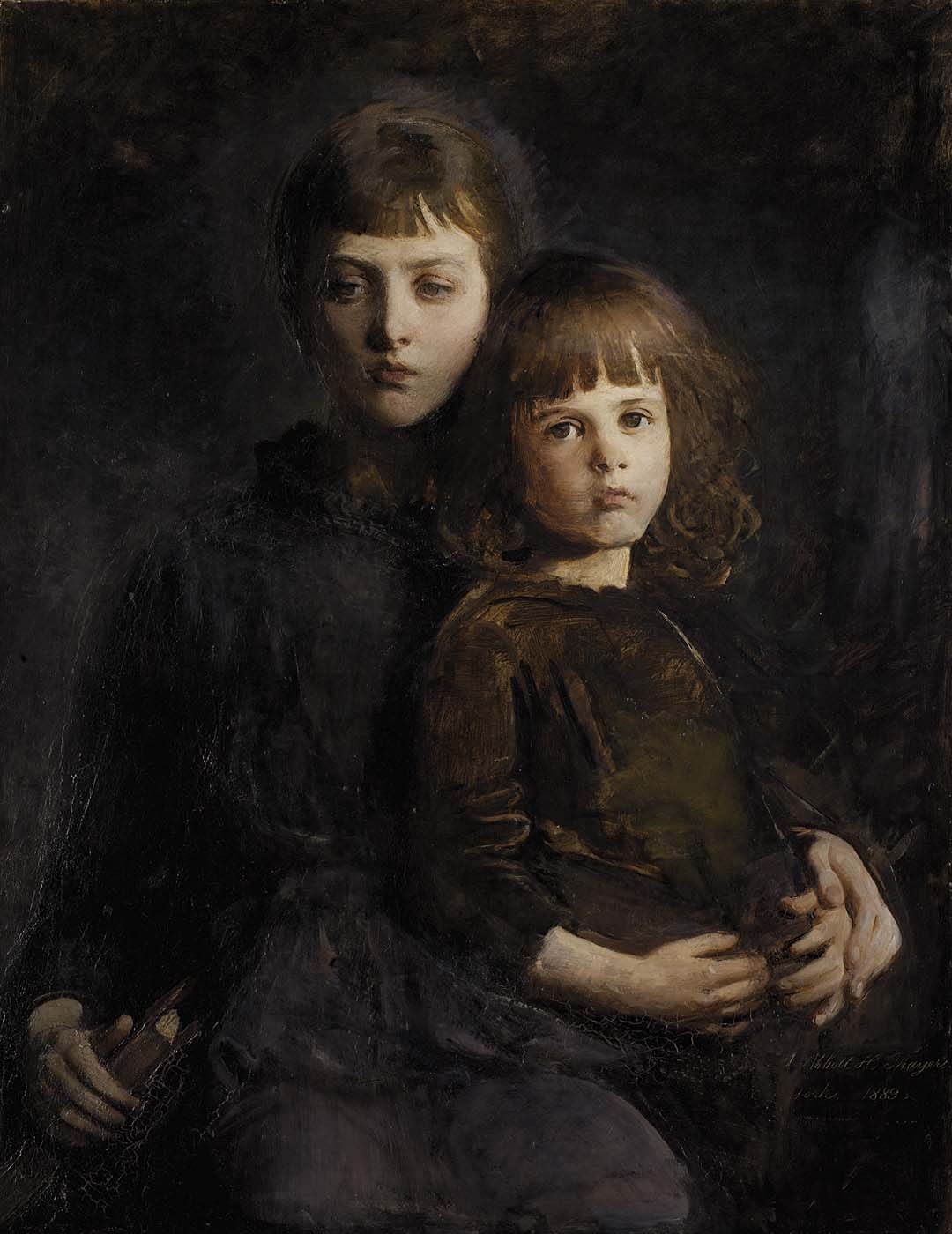
Hermano y hermana (Mary and Gerald Thayer), 1899
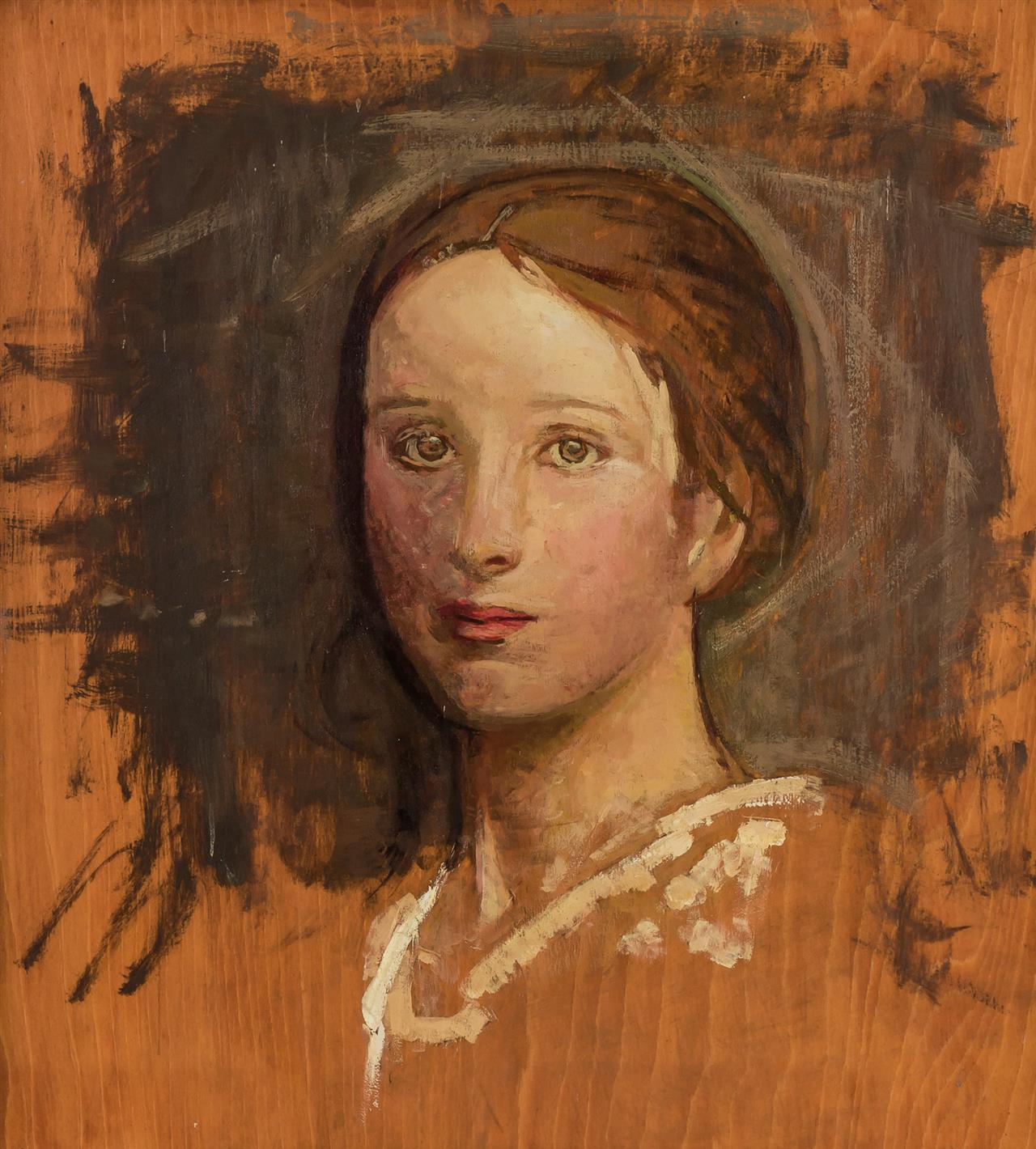
Retrato de Elsie Birch
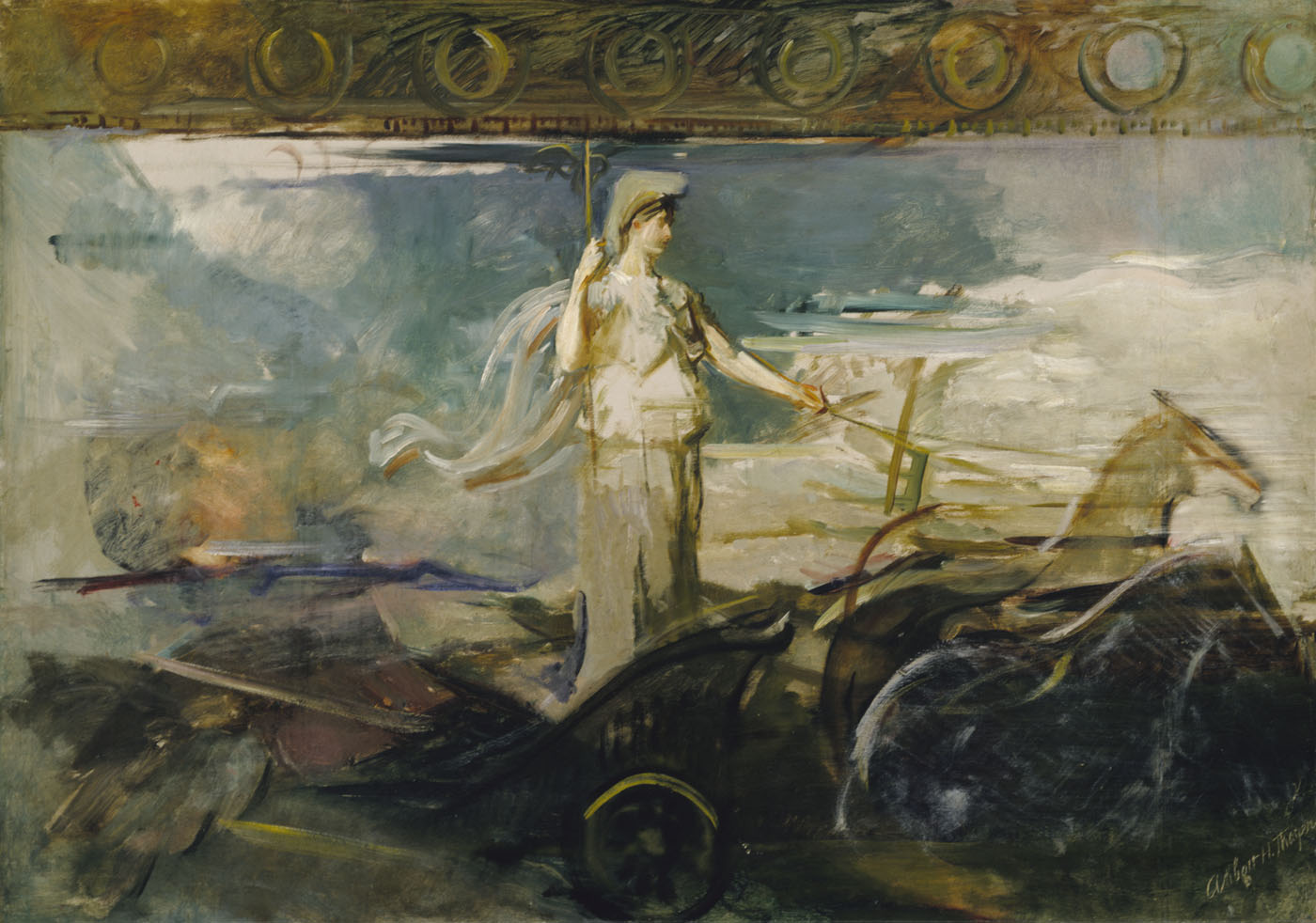
Minerva in a Chariot, 1894
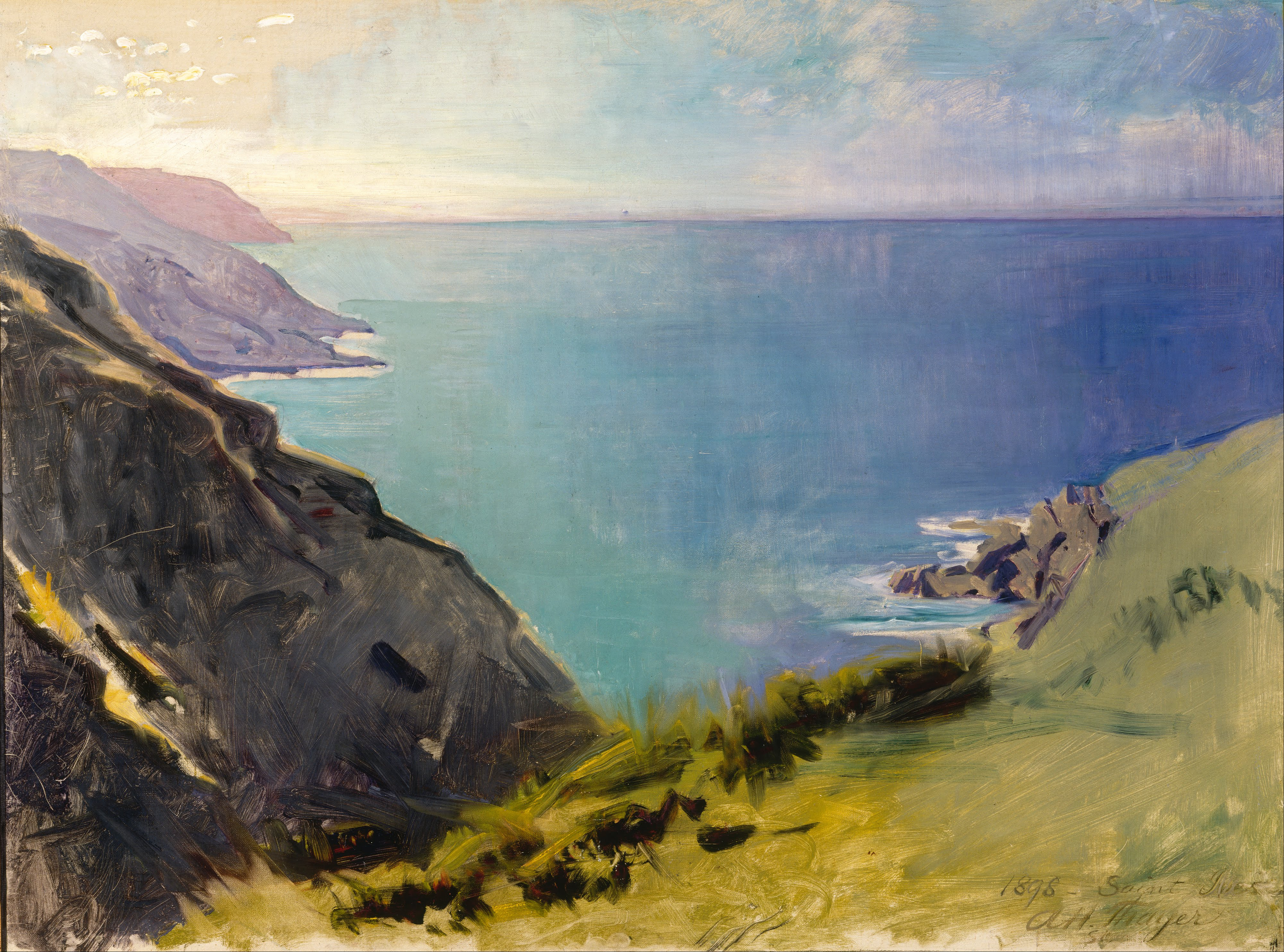
Cornish Headlands, 1898
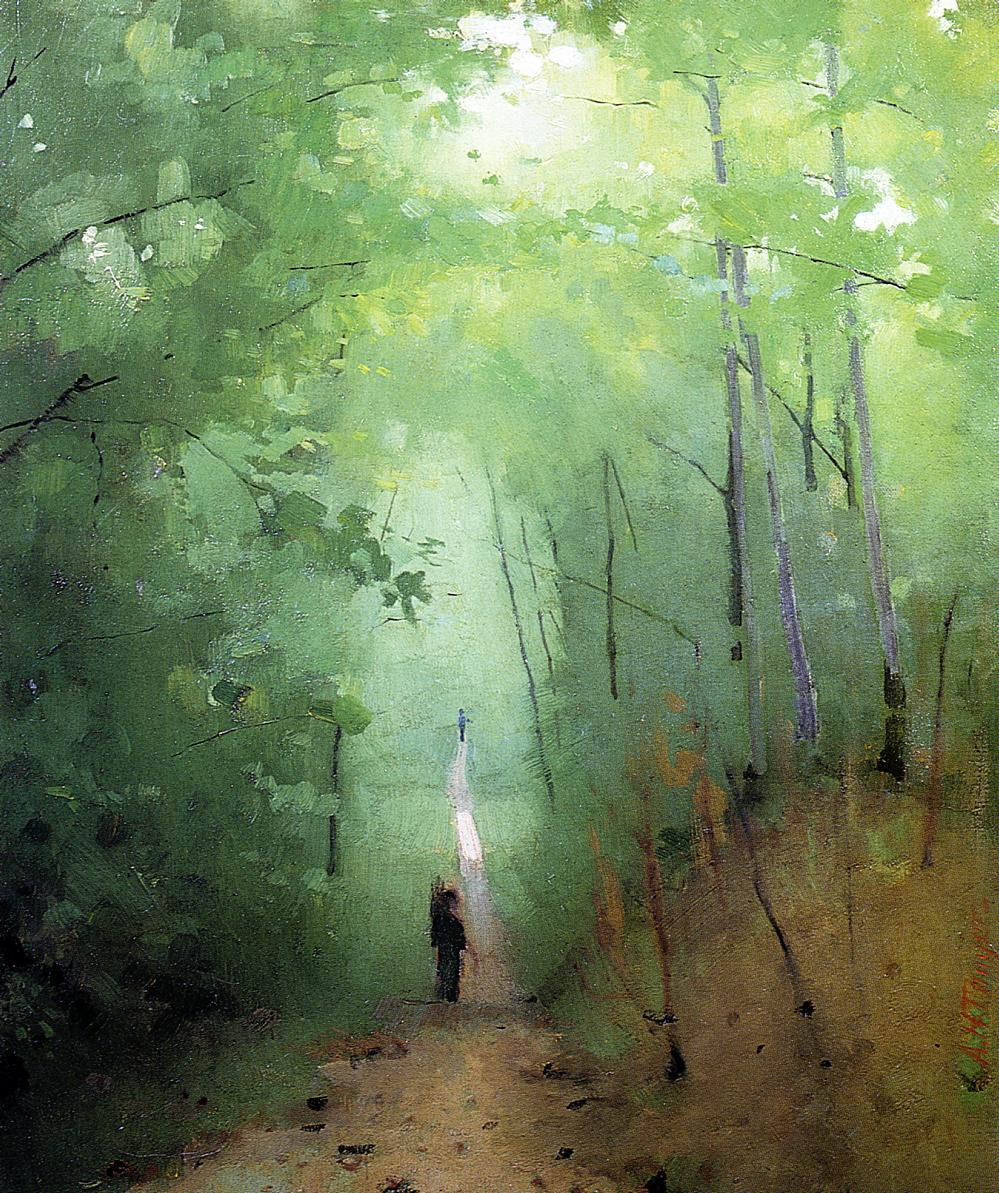
Landscape at Fontainebleau Forest, 1876
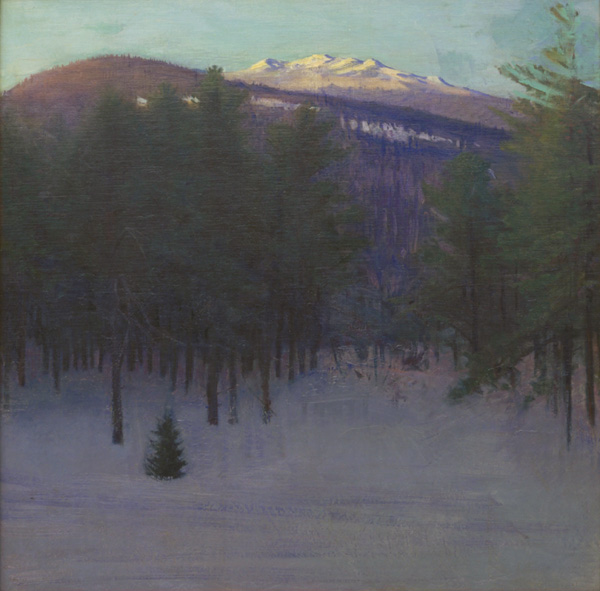
Monadnock in Winter, 1904
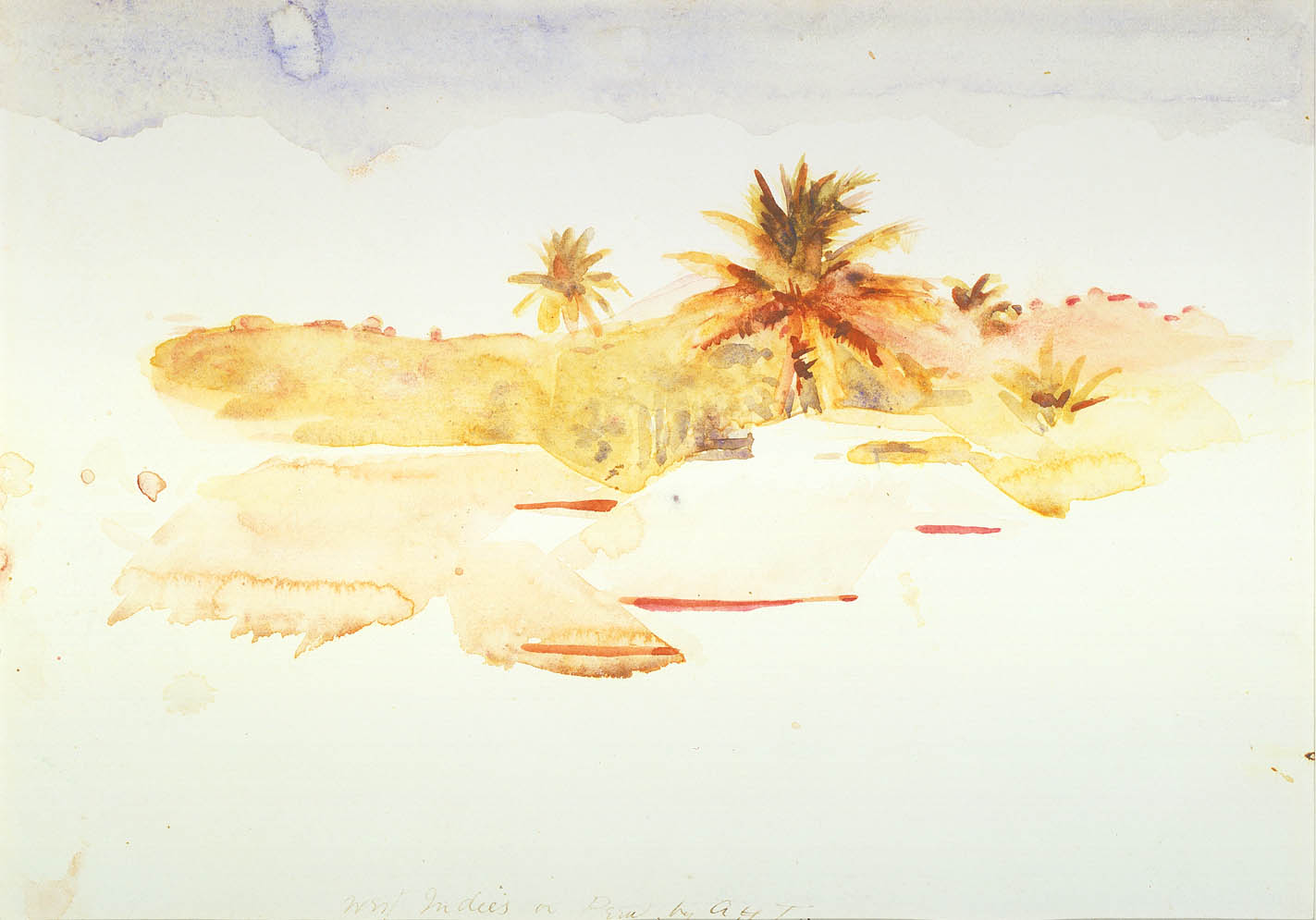
West Indies, entre 1849 y 1921
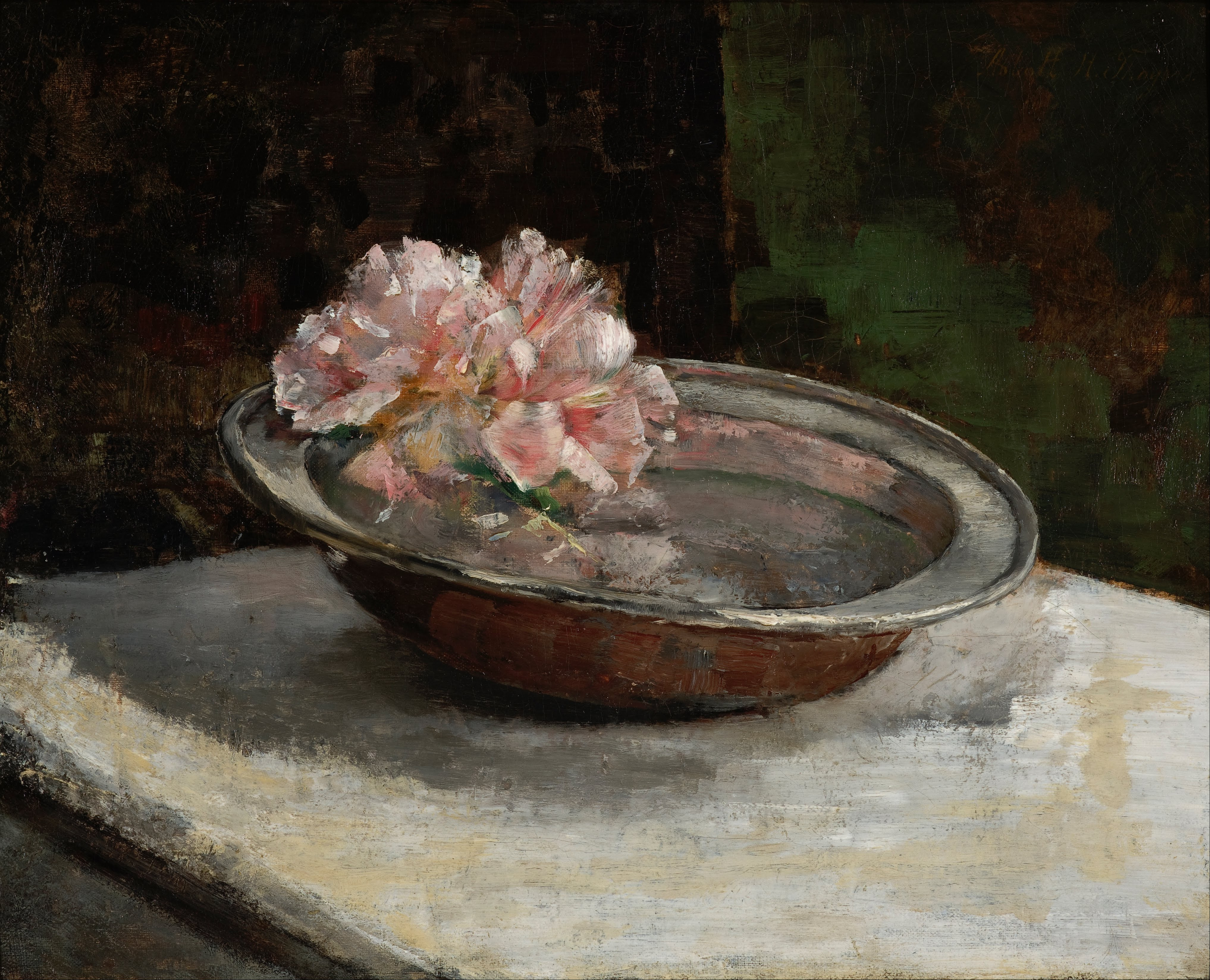
Still Life, hacia 1866
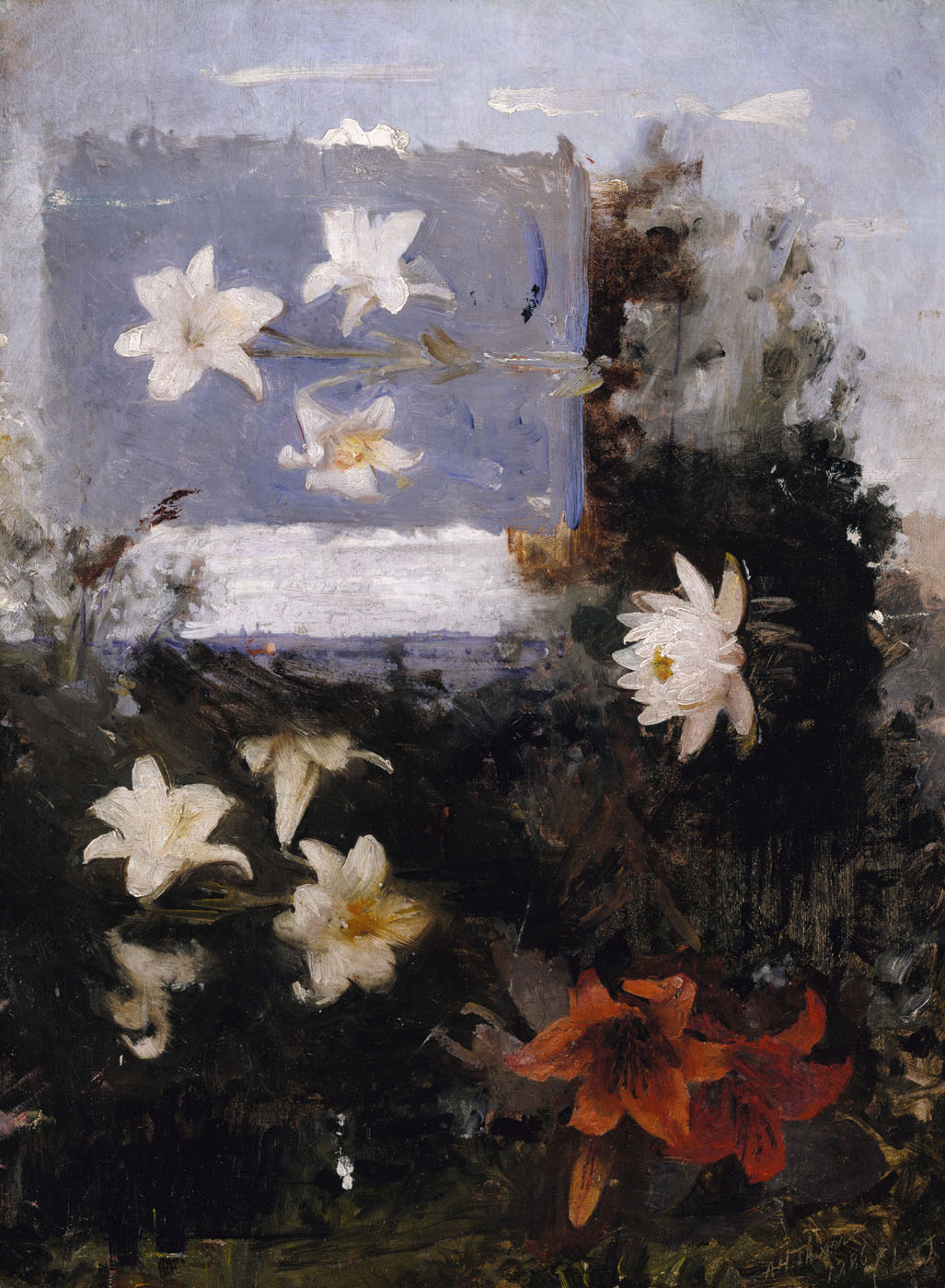
Flower Studies, hacia 1886